# Numenes
Numenes é um gênero de traça pertencente à família Arctiidae.